# پلمون
پلمون، روستایی از توابع بخش لاریجان شهرستان آمل در استان مازندران ایران است. این روستا از تهران ۹۷ کیلومتر فاصله دارد. در جاده هراز از سمت تهران پس از پلور و بعد آب اسک، به رستوران سالاری خواهید رسید. که از جاده فرعی کنار رستوران پس از طی کردن سه پیچ جاده فرعی به این روستا می‌رسید. در اصل نام این روستا «مون» می‌باشد. از خاندان‌های این روستا می‌توان به نوری، سالاری، کیاسالار و منصوری نام برد. در نزدیکی این روستا آثار باستانی کافر کلی که مجموعه غارهایی در کوه که به هم راه دارند می‌باشد.
محصولات عمده این روستا گیلاس، آلبالو می‌باشد.

## جمعیت
این روستا در دهستان بالا لاریجان قرار داشته و بر اساس آخرین سرشماری مرکز آمار ایران که در سال ۱۳۸۵ صورت گرفته، جمعیت آن ۱۴۱ نفر (۴۲خانوار) بوده‌است.